# Martin Bernhardt
Pour les articles homonymes, voir Bernhardt.
Martin Bernhardt, né le 10 avril 1844 à Potsdam et mort le 17 mars 1915 à Berlin est un médecin neurologue et neuropathologiste allemand.

## Biographie
En 1867, il est reçu docteur en médecine de l'université de Berlin, où il a été l'élève de Rudolf Virchow (1821-1902) et de Ludwig Traube (1818-1878). I est ensuite assistant de Ernst Viktor von Leyden (1832-1910) à la clinique universitaire de l'université de Königsberg, puis à l'hôpital de la Charité de Berlin sous l'autorité de Carl Westphal (1833-1890). Après son service militaire et la guerre franco-prussienne, il se spécialise en neuropathologie à Berlin, où en 1882, il obtient le titre de professeur extraordinaire.
Bernhardt a publié quelques ouvrages sur les maladies neurologiques et l'électrothérapie. En 1885, il devient rédacteur en chef du journal Centralblatt für die Medizinischen Wissenschaften.

## Éponymie
- Paresthésie de Bernhardt-Roth (de) : autre nom de la méralgie paresthésique (de), qu'il a décrite avec le neuropathologiste russe Vladimir Karlovitch Roth (1848-1916), une affection commune traduisant l'atteinte du nerf fémoro-cutané.
- Syndrome de Vulpian-Bernhardt : forme clinique de la sclérose latérale amyotrophique touchant préférentiellement la ceinture scapuaire.
- Formule de Bernhardt : formule utilisée pour calculer le poids idéal d'un sujet adulte en kilogrammes en multipliant sa taille en centimètre par son tour de poitrine en centimètres et en divisant ce produit par 240.

## Publications
- (de) Die Sensibilitätsverhältnisse der Haut; 1873
- (de) Beiträge zurSymptomatologie und Diagnostik der Hirngeschwülste; 1881
- (de) Electricitätslehre für Mediziner und Elektrotherapie 1884, (en collaboration avec Isidor Rosenthal (1836-1915).
- (de) Erkrankungen der Peripherischen Nerven; 1895-1897.